# John Lauridsen
Pour les articles homonymes, voir Lauridsen.
John Mikkelsen Lauridsen, né le 2 avril 1959, à Ribe au Danemark, est un footballeur international danois évoluant au poste de milieu de terrain de la fin des années 1970 au début des années 1990.

## Biographie

### En club
Il remporte le Championnat du Danemark avec Esbjerg fB en 1979. Il est finaliste de la Coupe de l'UEFA en 1988, avec l'Español, battu par le Bayer Leverkusen.

### En sélection
Lauridsen est international danois qui a eu 27 capes et marqué trois buts. Il a participé avec le Danemark à l'Euro 1984 en France. Durant ce tournoi, il marque un but à la 84e minute de jeu contre la Yougoslavie lors du 1er tour. Il finit demi-finaliste de la compétition.

## Clubs
- 1978-1982 :  Esbjerg fB
- 1982-1988 :  Español
- 1988-1990 :  Málaga CF
- 1990-1992 :  Esbjerg fB

## Palmarès
- Championnat du Danemark de football en 1979
- Finaliste de la Coupe de l'UEFA en 1988